# Brickegården
Brickegården är en stadsdel i östra Karlskoga och gränsar till Sandviken. Ursprungligen var det en egen by, men med tiden växte den samman med den omgivande bebyggelsen som skulle bli Karlskoga. Bland äldre stavningar märks "Brötiagårdhen" och "Bryttiegården".
Gården Brickegården finns upptagen före 1580.
Drottning Kristina sålde Brickegården 1633 till frälsemän.